# Ванн, Марк
Марк Ванн (англ. Marc Vann; род. 23 августа 1954, Норфолк, Вирджиния, США) — американский актёр, известный по ролям шерифа Конрада Экли в сериале «C.S.I.: Место преступления» и судового врача Рэя в сериале «Остаться в живых». Также, он играл небольшие роли в фильмах «Расплата», «Служители закона» и в сериале «Ангел».

## Биография
Марк Ванн родился 23 августа 1954 года в Норфолке, штат Вирджиния. Его мать, Анна Ванн, была одной из первых женщин-юристов в Норфолке. Так как сам Норфолк находится рядом с океаном, Марк в детстве занимался тем, что ездил на маленьких моторных лодках, попутно рыбача и ловя крабов.

## Карьера
Сначала, Марк Ванн не проявлял никакого интереса к актёрскому мастерству, так как учился на магистра делового администрирования в университете, однако во время учёбы попал на семинар по пантомиме и решил попробовать себя в качестве актёра. Женился на актрисе, которую встретил, играя в одном из театров Колорадо и вместе с ней переехал в Чикаго, где какое-то время играл в местном и региональном театрах, а позже переехал в Лос-Анжделес, чтобы начать карьеру актёра телевидения.
Первые роли Марка Ванна были эпизодическими, хотя уже в 1996 году он снялся в трёх сериях только начинавшегося сериала «Завтра наступит сегодня». В 1998 году Ванн сыграл небольшую роль в фильме «Служители закона», который был продолжением известного фильма «Беглец», однако, в отличие от него, не снискал такой же популярности и кассового успеха.
В 2000 году Марк Ванн попал в сериал «C.S.I.: Место преступления», где сыграл шерифа Конрада Экли, который периодически появлялся на протяжении всех 15 сезонов сериала. Помимо этого, Марк Ванн на протяжении четырёх серий 4-го сезона играл Рэя — врача с корабля Kahana, в популярном сериале «Остаться в живых». Последней, на данный момент времени, ролью Марка Ванна является роль шерифа Конрада Экли, которую он повторил в фильма «CSI: Бессмертие».

## Фильмография

### Роли в фильмах
| Год  | Название на русском              | Оригинальное название             | Роль                            |
| ---- | -------------------------------- | --------------------------------- | ------------------------------- |
| 1992 | Знакомство с родителями          | Meet the Parents                  | парень из цирка                 |
| 1997 | Гангстер                         | Hoodlum                           | подручный Датча                 |
| 1998 | Где тебя носило                  | Since You Have Been Gone          | Роберт Смит                     |
| 1998 | Служители закона                 | U.S. Marshals                     | заместитель Джексон             |
| 1999 | Расплата                         | Payback                           | Грей                            |
| 2001 | Ночь вампиров                    | The Forsaken                      | Дэкер                           |
| 2001 | Призрачный мир                   | Ghost World                       | злой парень Джером              |
| 2005 | Реклама для гения                | Art School Confidential           | Кевин                           |
| 2007 | Чак и Ларри: Пожарная свадьба    | I Now Pronounce You Chuck & Larry | протестующий                    |
| 2007 | Человек-паук 3: Враг в отражении | Spider-Man 3                      | продюсер пьесы                  |
| 2015 | CSI: Бессмертие                  | CSI: Immortality                  | Конрад Экли, шериф округа Кларк |

### Роли в сериалах
| Год       | Название на русском                | Оригинальное название          | Роль                              | Примечание                                            |
| --------- | ---------------------------------- | ------------------------------ | --------------------------------- | ----------------------------------------------------- |
| 1993—2005 | Полиция Нью-Йорка                  | NYPD Blue                      | Гарри Форсайк/Пол Грейди          | эпизод: Roll Out the Barrell и эпизод: Old Yeller     |
| 1993—2004 | Фрейзер                            | Frasier                        | Пол                               | эпизод: Proxy Prexy                                   |
| 1995—2005 | Военно-юридическая служба          | JAG                            | детектив                          | эпизод: Hero Worship                                  |
| 1996—2000 | Завтра наступит сегодня            | Early Edition                  | Фил Притчард                      | 3 эпизода в 1-м сезоне                                |
| 1997—2004 | Практика                           | The Practice                   | Терри Глейзер                     | 2 эпизода в 8-м сезоне                                |
| 1998—2001 | Семь дней                          | Seven Days                     | сержант Дэвид Коршак              | эпизод: For the Children                              |
| 1999—2005 | Справедливая Эми                   | Judging Amy                    | офицер Уилборн                    | эпизод: Blast from the Past                           |
| 1999—2004 | Ангел                              | Angel                          | доктор Спэрроу                    | 3 эпизода в 5-м сезоне                                |
| 2000—2006 | Малкольм в центре внимания         | Malcolm in the Middle          | мистер Пайнтер                    | эпизод: Lois vs. Evil                                 |
| 2000—2015 | C.S.I.: Место преступления         | CSI: Crime Scene Investigation | Конрад Экли, шериф округа Кларк   | Второстепенная роль                                   |
| 2001—2007 | Расследование Джордан              | Crossing Jordan                | Гарольд Годдард                   | эпизод: Second Chances                                |
| 2001—2004 | Защитник                           | The Guardian                   | директор пансионата               | эпизод: The Chinese Wall                              |
| 2002—2009 | Без следа                          | Without a Trace                | Пит Уэбер                         | эпизод: Two of Us                                     |
| 2002—2009 | Дефективный детектив               | Monk                           | Хэл Данкан/куратор Майлз Франклин | 1 эпизод в 2-м сезоне и 1 эпизод в 7-м сезоне         |
| 2002—2008 | Щит                                | The Shield                     | Боб Линдхофф                      | эпизод: Partners                                      |
| 2003—н.в. | Морская полиция: Спецотдел         | NCIS                           | Марк Садовски                     | эпизод: Dead Man Walking                              |
| 2003—2007 | О.С. - Одинокие сердца             | O.C.                           | детектив Уорнер                   | эпизод: The Road Warrior                              |
| 2004—2008 | Юристы Бостона                     | Boston Legal                   | Скотт Бергер/Скотт Боднар         | эпизод: Truly, Madly, Deeply и эпизод: Breast in Show |
| 2004—2010 | Остаться в живых                   | Lost                           | Рэй, доктор на корабле Kahana     | 4 эпизода в 4-м сезоне                                |
| 2005—н.в. | Мыслить как преступник             | Criminal Minds                 | Адам Фашс                         | 1 эпизод в 3-м и 1 эпизод в 10-м сезоне               |
| 2005—н.в. | Анатомия страсти                   | Grey's Anatomy                 | гематолог                         | эпизод: Time After Time                               |
| 2005—2011 | Медиум                             | Medium                         | Уэйн Лундгрен                     | эпизод: Talk to the Hand                              |
| 2006—2011 | Торчвуд                            | Torchwood                      | Колин Малоуни                     | 2 эпизода в 4-м сезоне                                |
| 2006—2007 | Переговорщики                      | Standoff                       | Роджер Лестак                     | эпизод: Borderline                                    |
| 2007—2008 | Женский клуб расследования убийств | Women's Murder Club            | Дэвид                             | эпизод: Welcome to the Club                           |
| 2007—2008 | Жёлтая пресса                      | Dirt                           | доктор Козар                      | эпизод: What to Expect When You Are Exciting          |
| 2008—2009 | Элай Стоун                         | Eli Stone                      | Стэнли Лайм                       | эпизод: One More Try                                  |
| 2009—2020 | Американская семейка               | Modern Family                  | Стэн                              | эпизод: Virgin Territory                              |
| 2009—2011 | Обмани меня                        | Lie to Me                      | Джим Гандерсон                    | эпизод: The Best Policy                               |
| 2010      | Прохвосты                          | Scoundrels                     | Лоуренс Гринвуд                   | эпизод: Mary, Mary, Quite Countrary                   |